# Ishii Hisaichi no Daiseikai
Ishii Hisaichi no Daiseikai est un jeu vidéo de stratégie sorti en 1994 et fonctionne sur Mega-CD. Le jeu a été édité par Sega. Il est sorti uniquement au Japon.